# 斑胸噪鹛
斑胸噪鹛（学名：Garrulax merulinus），是画眉科噪鹛属的一种，分布于缅甸、老挝、中国大陆、越南、印度和泰国。该物种的保护状况被评为无危。
斑胸噪鹛的栖息地包括亚热带或热带的（低地）湿润疏灌丛、亚热带或热带的湿润低地林、亚热带或热带的高海拔疏灌丛和亚热带或热带的湿润山地林。该物种的模式产地在印度阿萨姆邦CherraPunji、KhasiaHills、Manipur。

## 亚种
- 斑胸噪鹛指名亚种（学名：Garrulax merulinus merulinus）。分布于记录不详以及中国大陆的云南等地。该物种的模式产地在印度阿萨姆邦CherraPunji,KhasiaHills,Manipur。[3]
- 斑胸噪鹛大围山亚种（学名：Garrulax merulinus taweishanicus），是中国的特有物种。分布于云南等地。该物种的模式产地在云南大围山。[4]